# 急性腎小管壞死
急性腎小管壞死（英語：Acute tubular necrosis，縮寫）為涉及腎臟腎小管上皮细胞壞死的醫學病症。ATN伴隨著急性腎損傷（acute kidney injury，AKI），並且是AKI的最常見的病因之一。ATN常見的病因包括低血壓，及使用腎毒性藥物。尿液分析時在尿中發現上皮細胞的「棕色渾濁管型尿液」是ATN的特異病徵性。ATN的治療依靠的是沉澱ATN（比如水化及停止使用違規藥物）的因素進行。由於腎小管的上皮細胞會不斷自行更替，如果病因在發現及治療後、則ATN的整體預後是相當不錯的，且可能在7到21天左右康復。

## 分類
ATN可以分類為中毒性（Toxic）及缺血性（Ischemia）兩種。當管狀細胞暴露於有毒物質（腎毒性ATN）時，則會發生中毒性ATN。當腎小管細胞沒有得到足夠的氧氣時，則會發生缺血性ATN；腎小管細胞對於環境相當敏感且易受感染，因為他們有相當旺盛的代謝作用。

## 診斷
急性腎小管壞死被歸為急性腎損傷的腎因性病因。診斷是由鈉排泄分數（FENA）>3％，及尿液分析呈「泥濘石膏」狀（一種尿液管型）來進行判定。組織病理學上，通常有腎小管破裂，即位於腎小管上皮襯裡的壞死、與局灶性破裂或基底膜的損失。近端小管細胞可以擺脫可變的生存能力且不會是純粹的壞死。

## 毒性ATN
有毒性的ATN可以經由游離血红蛋白或肌红蛋白，或經由藥物包括抗生素、如氨基糖苷类抗生素，他汀類藥物如阿托伐他汀，及細胞毒素(cytoxic)的藥物如順鉑(cisplatin)，或由中毒(乙二醇)等引起。
組織病理學(Histopathology)：有毒性ATN的特徵在於、由於毒性物質(毒物、有機溶劑、藥物、重金屬)造成近端腎小管上皮壞死(沒有細胞核、激烈嗜酸性均質細胞質中，但是保留形狀)。壞死細胞落入管腔(Lumen (anatomy))、堵塞它，以及造成急性腎功能衰竭。基底膜是完好的，所以該管狀上皮再生是可能的。腎小球是不受影響。

## 缺血性ATN
當腎臟不能充分的很長一段時間(即腎動脈狹窄)或休克期間灌滿、則可能會引起缺血性ATN。休克也可能由腎動脈栓塞所引起的。通過小管、缺血性ATN特別會引起跳躍性病變。

## 外部連結
- Photo at: Atlas of Pathology （页面存档备份，存于）